# 마리아 회플리슈
마리아 회플리슈(독일어: Maria Höfl-Riesch, 1984년 11월 24일~)는 독일의 은퇴한 알파인 스키 선수이다. 2010년 동계 올림픽에서 2관왕에 올랐고, 2014년 동계 올림픽에서 금메달 1개와 은메달 1개를 획득하였다. 세계 알파인 스키 선수권 대회에서 금메달 2개를 획득하였고, 2010–11 시즌 월드컵에서 종합 우승을 차지하는 등 현역 시절에 세계 최고의 선수 중 한 명으로 활동했다.
2011년 마르쿠스 회플과 결혼하여 회플리슈라는 성으로 국제 대회에 출전했다.